# مارتین هررا
مارتین هررا (انگلیسی: Martín Herrera؛ زادهٔ ۱۳ سپتامبر ۱۹۷۰) بازیکن فوتبال اهل آرژانتین است.
از باشگاه‌هایی که در آن بازی کرده‌است می‌توان به باشگاه فوتبال بوکا جونیورز، باشگاه فوتبال استودیانتس، باشگاه فوتبال دپورتیوو آلاوس، و باشگاه فوتبال فولام اشاره کرد.